# ÖBB 2060
Die ÖBB 2060 war eine Diesellok-Reihe der österreichischen Bundesbahnen.

## Geschichte

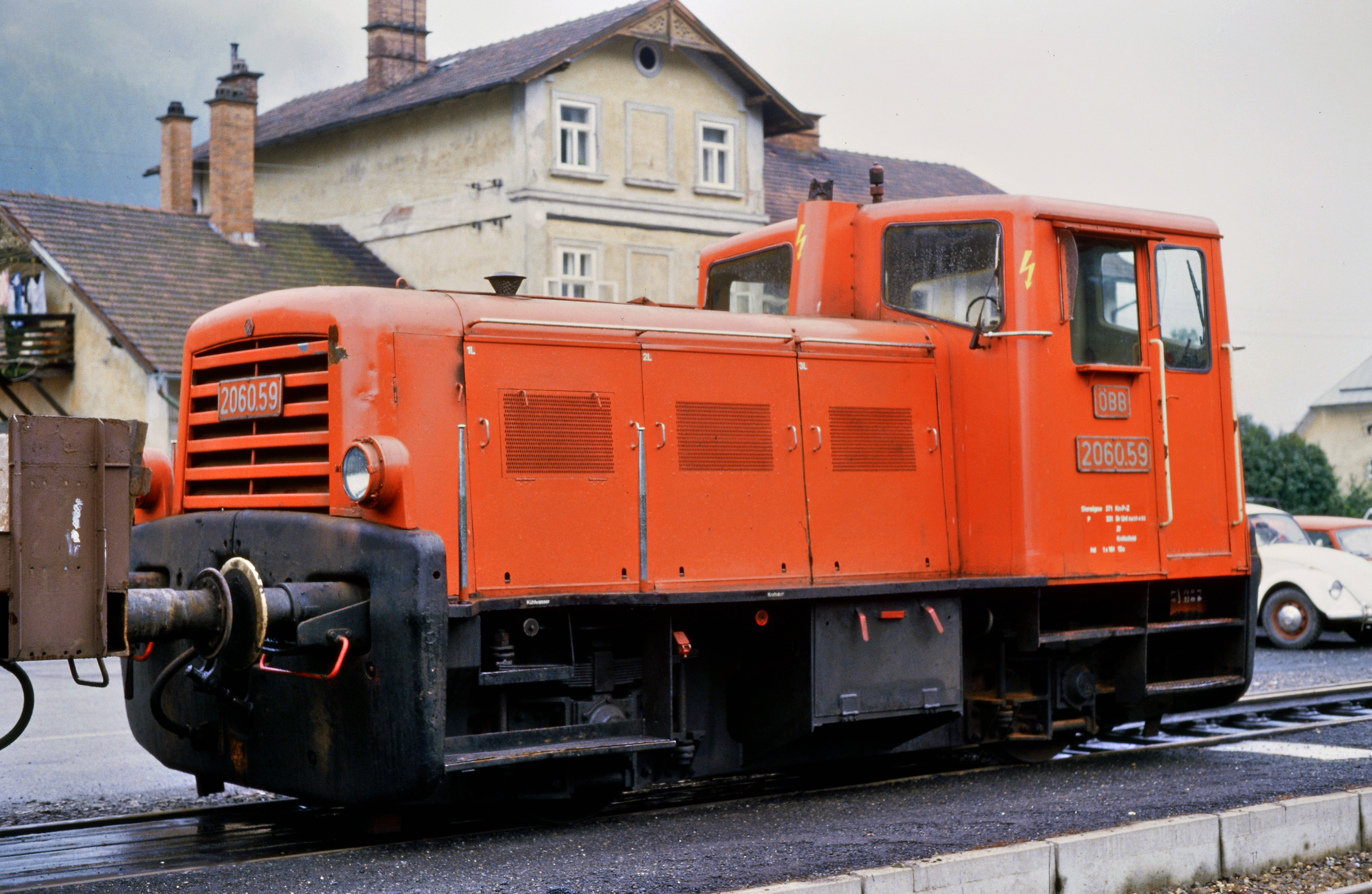
2060.59 in Kapfenberg (1984)

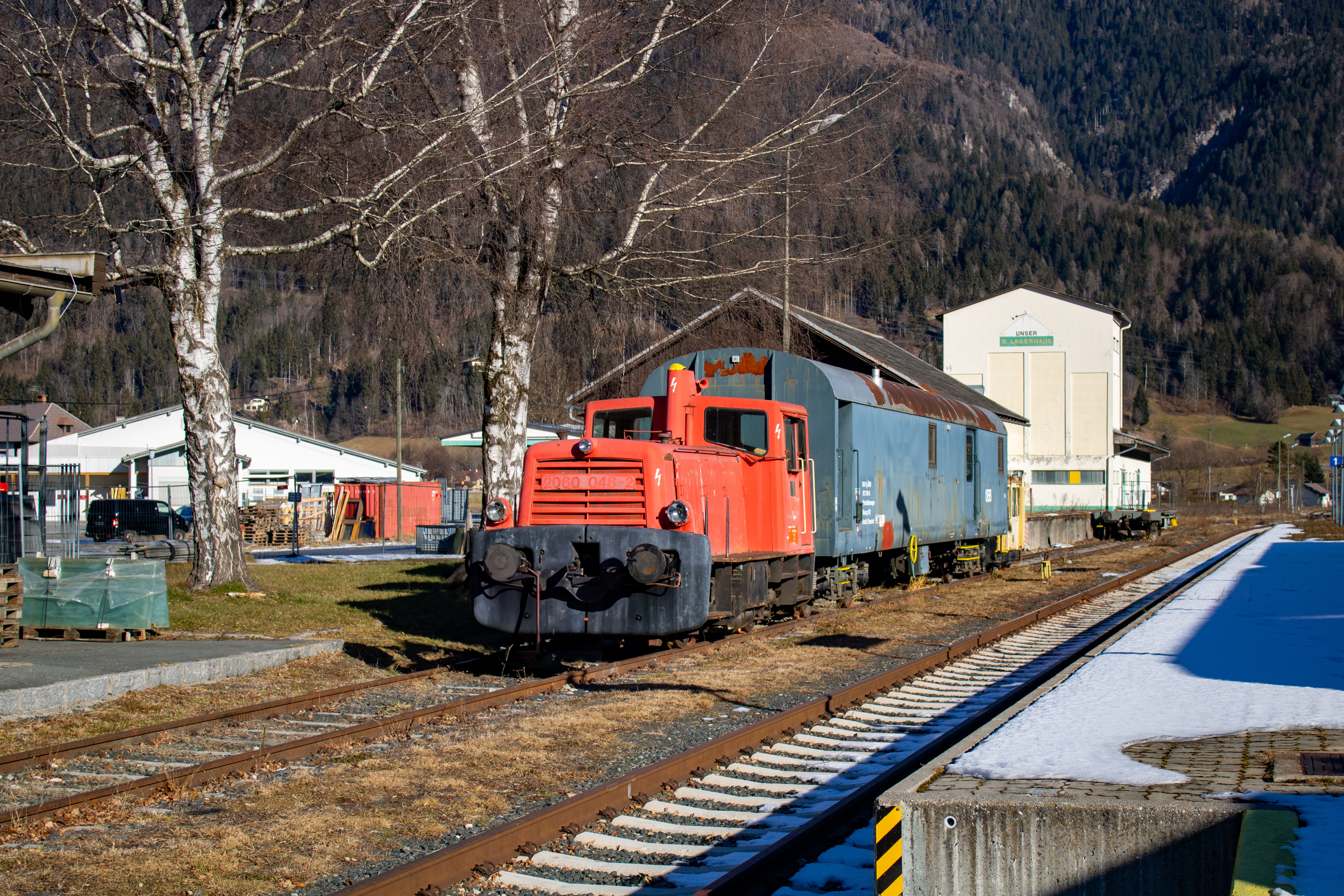
Ehemalige ÖBB 2060 048 des Vereins Gailtalbahn in Kötschach-Mauthen.

Ab 1954 produzierten die Jenbacher Werke (JW) zweiachsige dieselhydraulische Diesellokomotiven vom Typ „DH 200 B28“ für die ÖBB in mehreren Baulosen. Die Maschinen übernahmen im gesamten Bundesgebiet den leichten Verschub auf Bahnhöfen, um die unwirtschaftlichen dort noch eingesetzten älteren Dampflokomotiven abzulösen. Zudem wurden sie in den ersten Jahren auch im leichten Streckendienst eingesetzt. Obwohl sich diese Type mit nur 200 PS Leistung für einige der gedachten Einsatzzwecke als zu schwach entpuppte, beschafften die ÖBB trotzdem insgesamt 100 Exemplare, die Bauzeit erstreckte sich bis in das Jahr 1962. Die Maschinen des letzten Bauloses ab 2060.81 wiesen gegenüber den zuvor gelieferten Lokomotiven einige Verbesserungen auf, wie etwa ein Dreilicht-Spitzensignal. Vorbau und Führerhaus waren bereits werksseits orangerot statt tannengrün lackiert, sowie etwas höher und damit die Schallisolierung verbessert.
51 Lokomotiven wurden 1956–1957 in die ehemalige UdSSR geliefert. Sie waren bevorzugt bei den Eisenbahngesellschaften Moskau-Rjasan Eisenbahn, der Kirower Eisenbahn, der Priwolschskaja schelesnaja doroga, der Omsker Eisenbahn und der Orenburger Eisenbahn eingesetzt. Später wurden sie auch auf andere Eisenbahnlinien versetzt. Einsatzdaten und eventuelle Ausmusterungen sind aus der Literatur nicht zu entnehmen.
Zusätzlich lieferte JW weitere 9 Loks fabriksneu an verschiedene österreichische Betriebe sowie vier in den Export. Insgesamt wurden 164 JW200 B28 gebaut. Damit ist sie bis heute die meistgebaute österreichische Normalspurdiesellok.

Die Reihe 2060 kann als „kleine Schwester“ der vier Jahre später in Dienst gestellten, doppelt so starken ÖBB 2062 angesehen werden. 

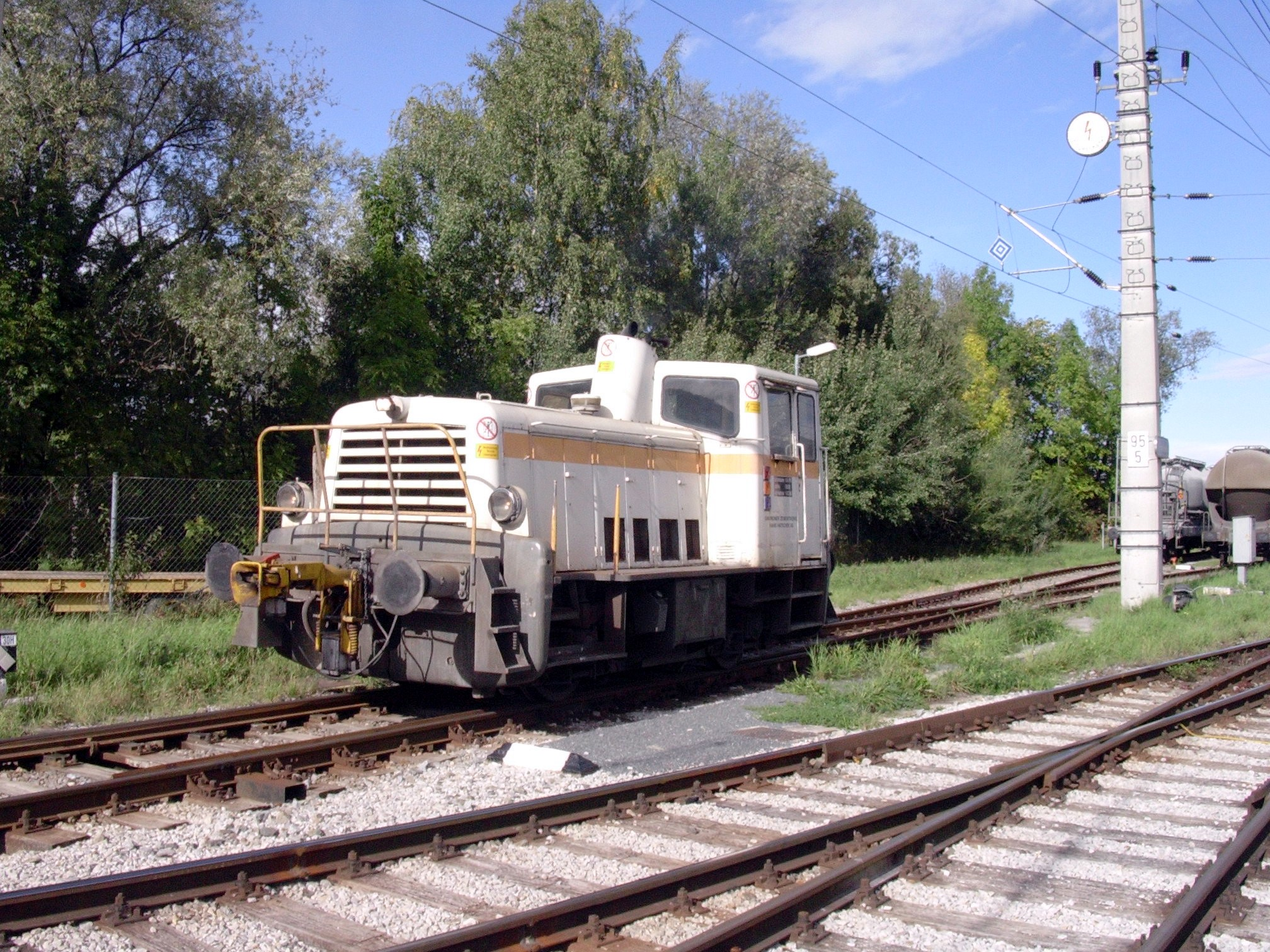
Lok 7 im Dienst des Gmundner Zementwerkes

### Verbleib
Von den 100 gebauten Exemplaren ist bereits mehr als die Hälfte verschrottet, die übrigen stehen abgestellt, leisten aber auch zum Teil weiter internen Dienst in Traktionsstandorten.
Die fünf Lokomotiven 2060 022, 065, 092, 099 befinden sich im Besitz der ÖGEG und werden für Verschubarbeiten, aber auch vor Museumszügen eingesetzt. 2020 erwarb die ÖGEG weiters die 2060 032, 052 und 094 von Schärdinger Granit Gopperding.  2024 kam X260 037 dazu.
Die Loks 2060 004 und 074 gehören dem Verein 1. öSEK, die 2060 091 ist im Besitz des Vereins Neue Landesbahn, 2060 013 und 014 sind in Besitz von Bahn im Film, die 2060 023 wurde von den Hatschek Werken gekauft und wird heute als Lok 7 auf der Werksbahn des Gmundner Zementwerkes eingesetzt.
2060 009 steht als Denkmal am ehemaligen Bahnhof Stammersdorf.
Die Lokomotiven 2060 048 und 2060 069 befinden sich im Besitz des Vereins Gailtalbahn auf der gleichnamigen Strecke und stehen abgestellt im Bahnhof Kötschach-Mauthen.
Weiters wurden vier Loks nach Italien und sieben weitere Maschinen an verschiedene Privatbahnen verkauft.

## Technische Merkmale
Als Antriebsaggregat fand ein für den Hersteller charakteristischer Vierzylinder-Zweitaktdieselmotor vom Typ JW200 Verwendung. Dieser unaufgeladene, füllungsgeregelte V-Motor leistet 147 kW bei 1500/min. Das Kühlwasser wird über einen Lüfter rückgekühlt, der über einen Keilriemen angetrieben wird. Für den Vorwärm- und Warmhaltebetrieb wurden Webasto-Geräte nachgerüstet. Die Kraftübertragung erfolgt über ein hydraulisches Getriebe der Firma Voith (Typ L33yU). Ein Nachschaltgetriebe ermöglicht bei Stillstand den Wechsel zwischen zwei Fahrstufen, die die Höchstgeschwindigkeit entweder auf 30 km/h („Rangiergang“) oder auf 60 km/h („Streckengang“) begrenzen.
Bei den Exemplaren 2060.01–73 konnten zwei Lokomotiven ursprünglich durch Verbindung mit einer Steuerwelle im Vielfachsteuerbetrieb betrieben werden. Dazu war es nötig, dass die beiden Lokomotiven mit den Führerständen zueinander gekuppelt waren, um die Vielfach-Steuerwelle zwischen den Lokomotiven zu montieren. Diese umständliche Betriebsart wurde nur in den ersten Jahren angewendet und durch die Lieferung der stärkeren Reihen 2062 und 2067 bald überflüssig.